# Sassacus trochilus
Sassacus trochilus là một loài nhện trong họ Salticidae.
Loài này thuộc chi Sassacus. Sassacus trochilus được Eugène Simon miêu tả năm 1901.